# Áreas del Organismo Internacional de Energía Atómica
El Estatuto del Organismo Internacional de Energía Atómica (OIEA) define ocho zonas de las cuales se eligen los gobiernos candidatos para la elección a la Junta de Gobernadores del OIEA. A diferencia de los grupos regionales cuyos puestos de liderazgo son designados por las Naciones Unidas, las membresías de las áreas del OIEA no están totalmente definidas.
Las ocho áreas o grupos regionales del OIEA son:
- América del Norte, que consta de 2 estados;
- Latinoamérica, que consta de 22 estados;
- Europa Occidental, que consta de 24 estados;
- Europa del Este, que consta de 27 estados;
- África, que consta de 40 o 41 estados *;
- Oriente Medio y Asia del Sur, que consta de 18 o 19 estados *;
- El Sudeste Asiático y el Pacífico, que consta de 10 estados, y
- Extremo Oriente, que consta de 6 estados.
- Egipto ha sido elegido de forma alternativa a la Junta de Gobierno como representante tanto de la zona de África, como de las zonas de Oriente Medio y de Asia Meridional. Israel nunca ha sido elegido como miembro de la Junta de Gobierno, ya que tanto el grupo de Oriente Medio como el de Asia Meridional se niegan a aceptarlo como miembro.

## Membresía de área
A diferencia de los grupos regionales cuyos
puestos de liderazgo se designan en las
Naciones Unidas, la pertenencia a un área
determinada del OIEA no está totalmente
definida. Hablando en un sentido amplio,
los siguientes son miembros de sus áreas
respectivas a julio de 2003. Sin embargo, Israel no ha sido elegido nunca como miembro de la junta de ninguna región y Egipto ha sido elegido en una ocasión como miembro tanto del grupo de África, como de los grupos de Oriente Medio y Asia Meridional.

### América del Norte
Canadá, Estados Unidos de América

### Latinoamérica
Argentina, Belice, Bolivia, Brasil, Chile, Colombia, Costa Rica, Cuba, República Dominicana, Ecuador, El Salvador, Guatemala, Guyana, Haití, Honduras, Jamaica, México, Nicaragua, Panamá, Paraguay, Perú, Uruguay, Venezuela

### Europa occidental
Austria, Bélgica, Chipre, Dinamarca, Finlandia, Francia, Alemania, Grecia, Santo Ve, Islandia, Irlanda, Italia, Liechtenstein, Luxemburgo, Malta, Mónaco, Netherlands, Noruega, Portugal, España, San Marino, Suecia, Suiza, Turquía, Reino Unido

### Europa oriental
Albania, Armenia, Azerbaiyán, Bielorrusia, Bosnia y Herzegovina, Bulgaria, Croacia, República Checa, Estonia, Georgia, Hungría, Kazajistán, Kirguistán, Letonia, Lituania, Macedonia, Moldavia, Montenegro, Polonia, Rumanía, Rusia, Serbia, Eslovaquia, Eslovenia, Tayikistán, Turkmenistán, Ucrania, Uzbekistán

### África
Argelia, Angola, Benín, Botsuana, Burkina Faso, Burundi, Camerún, República Centroafricana, Chad, República del Congo, Costa de Marfil, República Democrática del Congo, Egipto (a veces), Eritrea, Etiopía, Gabón, Gambia, Ghana, Kenia, Lesoto, Liberia, Libia, Madagascar, Malawi, Malí, Mauritania, Mauricio, Marruecos, Mozambique, Namibia, Níger, Nigeria, Senegal, Seychelles, Sierra Leona, Sudáfrica, Sudán, Suazilandia, Tanzania, Túnez, Uganda, Zambia, Zimbabue

### Oriente Medio y Asia Del sur
Afganistán, Baréin, Bangladés, Egipto (a veces), India, Irán, Irak, Jordania, Kuwait, Líbano, Omán, Nepal, Pakistán, Catar, Arabia Saudí, Sri Lanka, Siria, Emiratos árabes Unidos, Yemen

### Asia suroriental y el Pacífico
Australia, Camboya, Indonesia, Malasia, Islas Marshall, Myanmar, Nueva Zelanda, Palau, Singapur, Tailandia

### Extremo Oriente
China, Japón, Mongolia, Filipinas, Corea del Sur, Vietnam

## Puestos asignados
El artículo VI de los Estatutos del OIEA
establece cuatro pasos en la elección de
los miembros de la Junta de Gobernadores,
aunque solamente tres de ellos tienen relación
con las áreas.
La junta se compone de diez miembros que
son los más avanzados en la tecnología de
la energía atómica, independientemente de
su representación geográfica y, además, de
un número adicional de los más avanzados
en cada una de las ocho zonas de las que
no se elige a ninguno de los diez
inicialmente electos. Estos miembros son
designados por un período de un año. La
Conferencia General elige, entonces, a 22
miembros de los estados restantes para un
mandato de dos años. Se elige a once
cada año y, además, estos deben
representar una diversidad geográfica
estipulada.
Entre los veintidós miembros elegidos por
la Conferencia General, se incluyen veinte
estados en base al siguiente reparto para
cada área:
- cinco representantes de América Latina;

```
* cuatro representantes de 
Europa Occidental
; 
```

- tres representantes de Europa Oriental;
- cuatro representantes de África;
- dos representantes de Oriente Medio y Asia Meridional;
- un representante del Sudeste Asiático y Pacífico, y un representante de Extremo Oriente,

y dos estados adicionales:
- uno de entre los miembros, ya sea del área de Oriente Medio y Asia Meridional, ya sea del Sudeste Asiático y Pacífico o de Extremo Oriente, y
- uno de entre los miembros ya sea del área de África, Oriente Medio y Asia Meridional, ya sea del área del Sureste Asiático y Pacífico.

### Enmienda al Artículo VI
La 43.a Conferencia General (1999) aprobó
una enmienda al artículo VI que ampliaba la
Junta de 35 a 43 miembros y daba una
mayor representación proporcional a los
países en desarrollo, y que exigía que cada
Estado miembro se identificase como un
miembro de uno de los ocho grupos
geográficos. Actualmente, Israel es el
único Estado miembro que no ha sido
reconocido como miembro de ningún
grupo.
Para su entrada en vigor, se requiere que
esta enmienda sea ratificada por dos
tercios de los Estados miembros de la
OIEA. En la 50.ª Conferencia General
(agosto de 2006), solamente 43 de los 144 Estados
miembro del organismo lo han hecho, es
decir, menos de la mitad de la cantidad
requerida.